# Kankan (taniec)

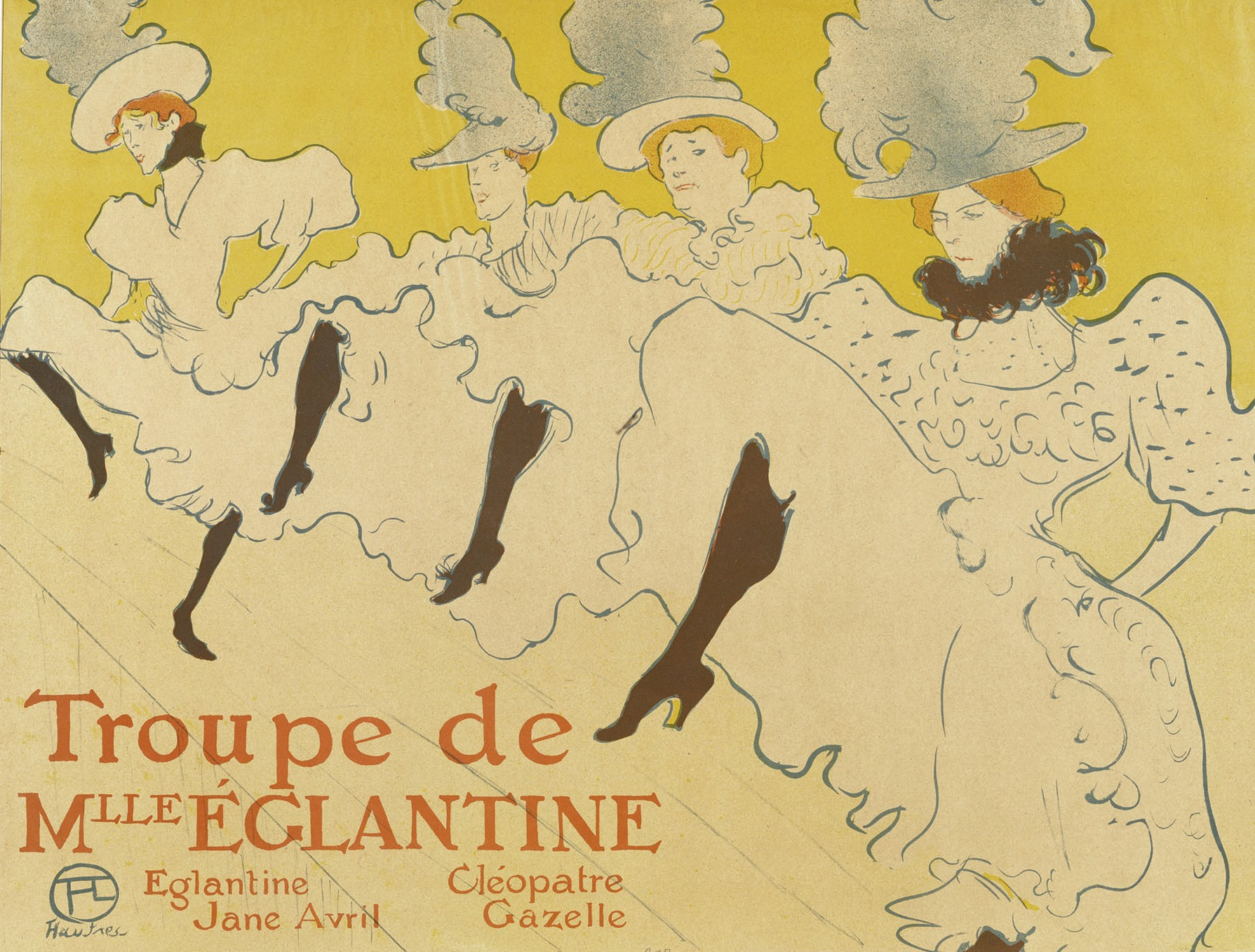
Plakat Henriego Toulouse-Lautreca (1895/6)

Kankan, cancan – francuski taniec z 2. połowy XIX wieku, pochodzenie niepewne. Według jednej z hipotez rozwinął się z kadryla, według innej był początkowo karykaturą tańców afrykańskich, istnieje również przypuszczenie, że do Francji przywieźli go wracający z Algierii żołnierze. Towarzyszy mu muzyka bardzo szybka, w rytmie galopu, w metrum 2/4.
Po błyskawicznej karierze we Francji, u schyłku XIX wieku kankan rozpowszechnił się szybko również i w innych krajach. Jacques Offenbach wprowadził go do swoich operetek (m.in. Orfeusz w piekle). Swoją popularność ugruntował przez paryskie teatrzyki variétés. Charakterystycznymi dla tego tańca są takie figury akrobatyczne, jak szpagat, gwiazda, wyrzut prostej nogi do góry. Początkowo wywoływał oburzenie w kręgach chrześcijańskich.